# Лептуробоска

Корівка (лат. Lepturobosca Reitter, 1913) — рід жуків з родини Скрипунових. 

## Різноманіття
В Україні розповсюджений єдиний вид:
- Корівка зелена (Lepturobosca virens (Linnaeus, 1758))